# 선전 지하철

선전 지하철 노선 변천사

선전 지하철(중국어 간체자: 深圳地铁, 정체자: 深圳地鐵 심천지철[*])은 중화인민공화국 광둥성 선전 시의 도시 철도이다. 2004년 12월 28일 1호선과 4호선이 각각 개통하여 최초로 영업을 시작하였다. 그리고 2010년 12월 28일 2호선과 3호선이 개통되었고, 2011년 6월 22일 5호선, 2016년 6월 26일 11호선, 10월 26일 7호선과 9호선 그리고 그 후에 6,10호선까지 개통되면서 2020년 현재까지 총 10개 노선에 199개 역이 개통하여 체계를 이루고 있다.
승차권으로는 '단정표'라고 불리는 IC토큰 방식 승차권이 사용된다. 운임은 이용 구간에 따라 다르며, 최저가 2위안(元), 최고가 5위안이다.

## 노선

선전 지하철 노선도

- ● 선전 지하철 1호선
- ● 선전 지하철 2호선
- ● 선전 지하철 3호선
- ● 선전 지하철 4호선
- ● 선전 지하철 5호선
- ● 선전 지하철 6호선
- ● 선전 지하철 6호선 지선
- ● 선전 지하철 7호선
- ● 선전 지하철 8호선
- ● 선전 지하철 9호선
- ● 선전 지하철 10호선
- ● 선전 지하철 11호선
- ● 선전 지하철 12호선
- ● 선전 지하철 13호선
- ● 선전 지하철 14호선
- ● 선전 지하철 16호선
- ● 선전 지하철 20호선

## 같이 보기
- 지하철 목록